# أهلا يا بكوات
مسرحية أهلا يا بكوات تأليف الكاتب لينين الرملي.

## قصتها
هذه المسرحية ترجع بالبطلين قرنين من الزمان فيفكران في تنبيه الناس إلى المستقبل، ولكنهما يختلفان؛ فأحدهما يتكيف مع الماضي ويجنى من ذلك المال والنفوذ لدى مراد بك (الوالى)، أما الآخر فيمضى في محاولاته رغم دخوله السجن. المسرحية لا تتوقف عند هذا الحد فمصير الإثنين يلتقى في النهاية.
وقد حققت نجاحًا عند عرضها وهي من بطولة الفنان حسين فهمي (برهان) والفنان عزت العلايلي